# Оттепель (повесть)
«О́ттепель» — повесть Ильи Эренбурга, опубликованная в 1954 году. Название её стало знаковым и сделалось обозначением исторического периода десталинизации и надежд на перемены в жизни СССР. Публикация последовала в майском номере журнале «Знамя», а осенью 1954 года вышло первое книжное издание.
Содержательно повесть относится к «производственному жанру» и полностью отвечает канонам соцреализма, включает множество диалогов об искусстве, совести и гражданской ответственности советского человека. После полемики, начатой К. Симоновым в «Литературной газете» и продолженной на Втором съезде советских писателей, общепризнанной стала низкая оценка литературных достоинств повести, которая повторялась и в западных отзывах о книге. Творческую неудачу был вынужден признать и И. Эренбург, который больше не создавал художественной прозы. В 1960 году в одном из интервью он сообщил, что главным героем «Оттепели» была оттепель.

## Сюжет
Повесть состоит из двух частей, первая из которых включает 18 глав, вторая — 17. Действие охватывает зиму 1953 — весну 1954 года и разворачивается в городе уровня ниже областного, в котором имеется местный вуз, больница с профессором, и театр.
Часть первая
В клубе промышленного города проходит читательская конференция, на которой представляют опубликованный роман местного молодого писателя. Книга посвящена трудовым будням индустрии и удостаивается похвалы читателей. Однако ведущий инженер завода Дмитрий Коротеев критикует подробности «личной жизни» героев: серьёзный и честный агроном не может полюбить жену своего товарища, да ещё и женщину ветреную и кокетливую, с которой у него нет общих духовных интересов. Это влияние «буржуазной литературы». Резкостью Коротеева доволен директор завода, и возмущены его жена — учительница Лена Журавлева, и молодой инженер Гриша Савченко. Далее спор о книге ведётся и на дне рождения Сони Пуховой, куда Савченко приходит из клуба. Он горячится, что книга задела всех за живое, потому что «слишком часто ещё мы говорим одно, а в личной жизни поступаем иначе». Его поддерживает художник Сабуров — один из гостей. Соня же согласна с Коротеевым, потому что «советский человек должен научиться управлять и своими чувствами». Журавлёвой не с кем обменяться мнениями: с мужем она почти не общается со времени «дела врачей» и считает его бездушным.
Часть вторая
Коротеев — фронтовик, герой, не находит силы на партбюро заступиться за ведущего инженера Соколовского, к которому Журавлев испытывает личную неприязнь. Хотя он изменил решение и заявил об этом завотделом горкома КПСС, но его мучает совесть, ибо он считает, что ничем не отличается от директора: «Говорю одно, а живу по-другому». Причиной конфликта Журавлева с Соколовским служит то, что директор срывает план строительства жилья. Во время весенней бури разрушены несколько ветхих бараков, и это приводит к понижению директора, которого вызывают в Москву. Больше он страдает не от карьерных неприятностей, а от ухода жены — это «аморалка». Впрочем, в финале повести он женится ещё раз.
Соколовский строит отношения с «врачом-вредителем» Верой Григорьевной Шерер. Брат Сони — художник Володя на обсуждении художественной выставки обрушивается на друга детства Сабурова — «за формализм». Потом он раскаивается, и просит прощения, ибо у него хватило сил признаться самому себе, что он лишён таланта. Отсутствия таланта не могут возместить громкие слова об идейности и народных запросах. Лена стремится быть «нужной людям», и страдает от того, что Коротеев не обращает на неё внимания. Соколовский едет на встречу с дочерью из Брюсселя, балериной, с которой он не знаком, и мечтал увидеться всю жизнь. Соня после института распределена в Пензу, на завод. После её объяснения с Савченко молодой инженер уезжает на стажировку в Париж. Повесть оканчивается сценами весенней оттепели, и описанием расцветающих чувств Журавлёвой и Коротеева, который впервые назвал её по имени.

## Дискуссия И. Эренбурга, К. Симонова и М. Шолохова

Илья Эренбург в 1959 году

17 и 20 июля 1954 года в «Литературной газете» К. Симонов опубликовал рецензию на повесть, объём которой был примерно в пять раз меньше самого объёма разбираемого произведения. В центре внимания К. Симонова были вопросы морали и эстетики. Один из них звучал так: «Почему, вспоминая положительных героев И. Эренбурга, вместе с симпатией к ним испытываешь и чувство неудовлетворённости, когда охватываешь глазом общую картину?» Более того, рассматривая персонажа Лену Журавлёву, рецензент задаётся вопросом, почему хорошая неглупая женщина в словах других персонажей начинает приобретать оттенок исключительности. В целом, литературный стиль повести Симонов характеризовал как «отрывочную протокольную запись, далёкую от художественности». Вопросы эстетической критики решались Симоновым двояко: он мог, «прикрываясь» текстом Эренбурга, открыто заявить о ситуации в культуре (с ритуальной оговоркой об «отдельных недостатках»). Примечателен также момент полного неупоминания имени Сталина ни в повести, ни в полемике. Приводя в пример одно из полотен Александра Герасимова, Симонов также не упомянул Сталина — главного персонажа картины.
Поскольку «разоблачения» такого рода могли стать для писателя опасными, ему была предоставлена возможность ответа рецензенту. Эренбург заявил, что не излагал в повести своих взглядов на искусство, и не мог солидаризироваться с суждениями персонажа — Пухова. В своём ответе Илья Григорьевич также перешёл на личности, упомянув «порочные методы некоторых критиков». По мнению И. Савельева, это было совершенно новым явлением в постсталинском СССР: критика переставала быть директивной, истиной в последней инстанции, за которой следуют «оргвыводы». Впрочем, после 1954 года публичные ответы критикуемых критикам не прижились, и были редким исключением. После ответного письма К. Симонова, который остался на прежних позициях, в октябре 1954 года был напечатан обзор писем в редакцию, включавший десятки имён. Эти материалы И. Эренбург прокомментировал так:

Я согласен с тов. Симоновым, когда он сожалеет, что у нас зачастую печатаются одни письма читателей и замалчиваются другие. Это правда. Многие читатели прислали мне копии своих писем в «Литературную газету», где они возражают против статьи тов. Симонова. Эти письма не были опубликованы, в то время как многие другие письма, выражавшие свое согласие с мнением секретаря Союза писателей, были напечатаны. Мне приятно было узнать, что тов. Симонов осуждает подобную практику.
На втором съезде советских писателей зимой 1954 года в докладах продолжалась критика «Оттепели». В её ход вмешался М. Шолохов, который часть своих тезисов повторил ещё на третьем съезде писателей Казахстана. Михаил Александрович привёл полемику Симонова как пример «недобросовестной критики», но одновременно заявил, что Эренбург «обиделся на Симонова за его статью об „Оттепели“. Зря обиделся, потому что не вырвись Симонов вперёд со своей статьей, другой критик по-иному сказал бы об „Оттепели“. Симонов, по сути, спас Эренбурга от резкой критики. И все-таки Эренбург обижается…». И. Савельев в этом контексте предположил, что Шолохов явно намекал на некие закулисные течения, видимо, на самом высоком политическом уровне; вероятно, в статьях Эренбурга и Симонова были некие акценты, понятные только «посвящённым». Эренбург был вынужден признать свою повесть неудачной, и больше беллетристики не писал.
Татьяна Жарикова следующим образом подытоживала полемику:

Почему короткий, но столь значимый отрезок нашей истории был назван по имени этой общепризнанно слабой повести, для меня осталось загадкой… Но из дня сегодняшнего можно предложить такую версию. Оценки «Оттепели» литературной, наверное, можно применить и к «оттепели» политической — беглость и поверхностность, неудача, несмотря на некоторые хорошие страницы.

## Литературные особенности
Дмитрий Быков в своей лекции 2016 года констатировал, что «от повести Эренбурга „Оттепель“ ничего, кроме названия, в литературе не осталось». Более того, он признавал справедливость критического разноса 1954 года. Говоря, что повесть «плохая», он признаёт её значение как провозвестницы феномена «оттепельной литературы», которая началась именно с Эренбурга. Это направление восходило к советскому производственному роману. Стержневой темой оттепельной литературы являлась «условная борьба архаистов и новаторов на производстве». Индустриальное производство мало интересовало Эренбурга, поэтому в центр своего повествования он поместил судьбы художников.

…Конфликт Журавлёва и Соколовского, который там есть, условно говоря, гуманиста и авральщика, там заложен, просто метафора Эренбургу важнее, чем конкретный конфликт. Когда в город пришла весна, снежная буря разрушила несколько бараков. И мы понимаем, что весна, которая пришла в том числе в советскую жизнь, будет не столько созидательна, сколько разрушительна. К сожалению, люди слишком привыкли жить в холодах, привыкли, что в холод всё прочно, а вот когда всё двинется и потечет, к этой ситуации они не готовы.
Ещё одной приметой оттепельной литературы по мнению Быкова является отсутствие описания явлений, взамен которых даются точечные намёки, «сеть умолчаний, наброшенная на реальность. Читатель не столько понимает, сколько догадывается». Такова премьера Завадского, названная, но не описанная в «Одном дне Ивана Денисовича». Нонна Денисова называла это «новым советским символизмом». В повести Эренбурга множество табуированных явлений также названы, но не описаны. Например, в тексте появляется «врач-вредитель», из ссылки возвращается отчим главного героя, инженера Коротеева, который, возможно, получил срок из-за общения с иностранцами. Последней особенностью оттепельной литературы Быков называет важность для неё проблемы беззаконной любви. Стандартным по его мнению является и мотив «уходящей от мужа женщины, которая изменила и впервые вместо угрызений совести чувствует даже некоторую радость». Александр Жолковский вспоминал, что для него в семнадцать лет намёк на любовную сцену в «Оттепели» был потрясением, ибо после измены герои пошли не в партком каяться, а в кафе-мороженое. Героиня — Журавлёва — при этом поражалась собственному цинизму.
Главным значением повести для русской литературы Д. Быков называл возможность для героев «Оттепели» открыто проявлять человеческие чувства, высказывать разные мнения, не соглашаться с начальством, показывать, что партийный работник может лгать. При этом критик называет повесть «типично эренбурговской». По своей писательской манере Илья Григорьевич был журналистом, который стремился «застолбить тему, территорию. Пусть он очень небрежен в освещении и раскрытии этой темы, но он первый. Он раньше других успевает даже не понять, а проинтуичить, поймать намек, который носится в воздухе, и это написать». Ещё одной эренбурговской чертой является его стремление нарушить табу: «он говорит то, что понимают все, но он это проговаривает вслух». Именно так Эренбург в 1920-е годы открыл фигуру трикстера — Хулио Хуренито, «из которого получились Остап Бендер, и „Растратчики“ Катаева, и Невзоров у Толстого, отчасти ― Беня Крик и Воланд». Иными словами, после табуирования человеческого при Сталине, Илья Эренбург объявил о возвращении к человеческим реакциям. Поэтому, хотя ситуации и конфликты в повести откровенно выдуманны, в эмоциональном отношении здесь немало находок: «Ощущение некоторого восторга человека перед тем, что, оказывается, ему дан такой широкий эмоциональный диапазон».
С. Рассадин в этом контексте отмечал, что «дару Эренбурга была весьма свойственна способность угадывать чаяния читающей массы», что и способствовало «громовому» успеху повести. И. Савельев в 2015 году попытался заново рассмотреть художественный мир повести, утверждая, что главной темой произведения Эренбурга было — «удручающее положение советского искусства 1950-х годов», особенно живописи и театра. Согласно Эренбургу, советское искусство загнало себя в тупиковую ветвь развития, основанную на неверно понятой неоклассицистской эстетике, да ещё и с декларациями о возвращении к полупридуманным «русским» истокам; пересмотр данного положения в той же архитектуре начнётся только через три или четыре года после публикации повести. Выражением такого рода искусства в повести был художник Пухов, который сначала выдавал полотна на тему «Пир в колхозе», «Митинг в цеху», а после покаяния и признания бесталанности перешёл к жизнерадостным плакатам о куроводстве или оформлению коробок для шоколадных наборов. Главной авторской задачей И. Эренбурга было сломать канон «конфликта хорошего с лучшим». Проблема коренилась именно в том, что сам писатель был не в состоянии предложить внятной альтернативы. Именно это и стало причиной непонимания части писателей и литературных функционеров, и привело к длительному конфликту Эренбурга и Симонова.

## На Западе
Первые отзывы на повесть в американских изданиях дали политологи, а не литературоведы. Резко негативную оценку «Оттепели» представил Расселл Керк, чья статья «Смерть искусства» публиковалась затем в качестве послесловия к переводу на английский язык. Основное её содержание сводилось к немарксистскому ответу на декларации советской эстетики, заявленной в повести и в полемике вокруг неё. Более взвешенную оценку предложил Уитакер Дейнингер. Он отметил, что персонажи книги Эренбурга в первую очередь озабочены вопросами смысла жизни и достижения счастья, любят и страдают. Однако в условиях тотальной идеологии в советской литературе огромную ценность представляет уже то, что «персонажи выглядят как люди, и скучны не более, чем ваши собственные соседи». Более того, персонажи индивидуальны, не выглядят «сверхчеловеками», волнуются и сомневаются. И если претензией Керка к повести была «тупость» персонажей, то Дейнингер замечал, что подобным образом вполне можно описать существование обычного американца — представителя среднего класса. «Несмотря на то, что книга написана плохо, она отражает те аспекты межчеловеческих отношений, которые ранее не фигурировали в идеологизированной партийной литературе», поскольку неортодоксальная позиция Эренбурга очевидна. По мнению У. Дейнингера, книга нарушала каноны социалистического реализма. «Пять или шесть лет назад никто не осмелился бы предсказать
появление такой книги в России». Основной ценностью повести является, таким образом, её «функция барометра», свидетельствующего о внутренних изменениях в Советском Союзе.
Уже в первой обобщающей истории «оттепельной литературы», изданной в 1960 году, констатировалось, что значение повести Эренбурга сводится к её названию, которое почти мгновенно стало нарицательным как в СССР, так и за его пределами. Саму по себе книгу Дж. Джибиан определял как «небрежную вязку эпизодов о жизни в провинциальном городе». Эренбург демонстративно «щеголял» табуированными в предшествующие годы проблемами, от «дела врачей» и официального антисемитизма, до руководителей заводов, которые игнорировали как законы экономики, так и элементарные жизненные потребности своих рабочих. Особое место занимал конфликт между людьми искусства, причём в советской системе приспособленцы имели больше шансов на процветание, чем истинные таланты. Эренбург оказался первым писателем, который в подходящее время выразил общую надежду на улучшение жизни в будущем, прямо признавая, что в прошлом Советской России слишком многое не было идеальным. В исследовании постсталинской литературы Д. Брауна (1978) «Оттепель» была вписана в единый контекст с «Временами года» Веры Пановой, «В родном городе» Виктора Некрасова, и даже «Стихами Юрия Живаго» Пастернака, увидевшими свет в 1954 году в том же журнале «Знамя».